# Moshoeshoe I
Moshoeshoe (født ca. 1786, død 11. marts 1870) var basothohøvding i Lesotho og var født i Menkhoaneng i den nordlige del af dagens Lesotho. Han var den første søn af Mokhachane, en mindre høvding af baktotelilinjen, en gren af klanen Kuena (krokodille). I hans tidlige barndom hjalp han sin far med at få magten over nogle mindre klaner. I en alder af 34 år dannede Moshoeshoe sin egen klan og blev høvding. Han og hans tilhængere slog sig ned ved bjerget Butha–Buthe.